# Wallins Creek
Wallins Creek est une census-designated place (CDP) située dans le comté de Harlan, au Kentucky.